# Pachydactylus otaviensis
Espèce
Pachydactylus otaviensis est une espèce de geckos de la famille des Gekkonidae.

## Répartition
Cette espèce est endémique de la région d'Oshikoto en Namibie.

## Description
L'holotype de Pachydactylus otaviensis, un mâle adulte, mesure 39,4 mm, queue non comprise. Cette dernière est d'une longueur équivalente à celle du corps.

## Étymologie
Son nom d'espèce, composé de otavi et du suffixe latin -ensis, « qui vit dans, qui habite », lui a été donné en référence au lieu de sa découverte, l'Otaviberge.

## Publication originale
- Bauer, Lamb & Branch, 2006 : A revision of the Pachydactylus serval and P. weberi groups (Reptilia: Gekkota: Gekkonidae) of Southern Africa, with the description of eight new species. Proceedings of the California Academy of Sciences, vol. 57, n. 12/24, p. 595-709 (texte intégral).